# 女王ステ
『女王ステ』（じょうおうステ）は、2019年に第1作目が上演された、「誰も救われない、誰も報われない物語」をキャッチコピーに血塗られた実在の悲劇をモチーフにし、女優のみで描く舞台シリーズである。
『赤の女王』『楽園の女王』『純血の女王』を1stシーズン、『女王輪舞』以降を2ndシーズンと位置づけている。
『星よ女王に堕つ』2023年10月7日13時の公演で通算100ステージを達成した。
企画・製作はILLUMINUS。作・演出は吉田武寛。

## 公演リスト
- 赤の女王（2019年1月9日 - 14日、ウエストエンドスタジオ）[1][2]
- 楽園の女王（2019年5月29日 - 6月4日、新宿シアターモリエール）[3][4]
- 純血の女王（2019年12月18日 - 22日、六行会ホール）[5][6]
- 女王輪舞（2021年1月27日 - 31日、六行会ホール）[7][8]
- 女王演義（2021年10月23日 - 31日、六行会ホール）[9][10]
- 赤の女王（再演）（2022年1月29日 - 2月6日、六行会ホール）[11][12]
- 純血の女王（再演）（2022年5月28日 - 6月5日、六行会ホール）[13][14]
- 女王虐殺（2022年10月26日 - 30日、六行会ホール）[15][16]
- 女王幻想花劇（2023年3月22日 - 26日、六行会ホール）[17][18]
- 星よ女王に堕つ（2023年9月30日 - 10月8日、六行会ホール）[19][20]
- 楽園の女王（再演）（2024年6月27日 - 30日、六行会ホール）[21][22]
- 月よ女王に嗤え（2024年11月28日 - 12月1日、六行会ホール）[23][24][25]
- 女王旋律（2025年10月9日 - 10月12日、六行会ホール）[26]

## スタッフ
- 作・作詞・演出 - 吉田武寛
- 音楽 - hoto-D
- 振付 - 野村奈々（『女王幻想花劇』まで）
- 照明 - 高橋文章
- 美術 - 吉田竜一
- 衣裳 - 後藤みなみ
- プロデューサー - 小宮山薫
- 企画・製作 - ILLUMINUS

## キャスト
※太字は主演、サーヴァント以外の連名はダブルキャスト
赤の女王
- エル - 出口亜梨沙
- リリィ - 岡田彩花
- エリザベート - 栗生みな
- アメリア - 千歳ゆう
- タピカ - 西村美咲
- フランツィスカ - 丸瀬こはる
- ジェシカ - 兼田いぶき、辻村りか
- ヒルダ - 植野祐美、針谷早織
- アデル - 諸岡沙紀、松山莉奈
- ミッシェル - 小山詩乃、濱野彩加
- セシル - 小野町子、畑崎円
- ニーナ - 中村遥菜、岩倉帆花

楽園の女王
- メアリー - 相笠萌
- リリィ - 岡田彩花
- アン - 星守紗凪
- フィオナ - 椎名香奈江
- エマ - 千歳ゆう
- イザベラ - 栗生みな
- ベル - 倉沢しえり
- エスター - 植野祐美
- グレンダ - 日下部美愛
- ゾーイ - 真田真帆
- ルイーズ - 西村美咲
- マリア - 平原ゆか
- カーミラ - 丸瀬こはる
- サーヴァント - 楓菜々、神野紗瑛子、田中亜美、徳岡明

純血の女王
- カタリーナ - 北澤早紀
- シエナ - 西村菜那子
- ロベルタ - 木内海美
- エリザベート - 栗生みな
- アメリア - 千歳ゆう
- エミール - 大滝紗緒里
- ナターリエ - 西村美咲
- バーバラ - 錦織めぐみ
- ヴァネッサ - 植村夏葵
- サンドラ - 本条万里子
- ニキ - 針谷早織
- マーゴット - 椎名香奈江
- フランツィスカ - 丸瀬こはる
- マリア - 平原ゆか
- ガラリン - 植野祐美
- サーヴァント - 前田萌香、美波花音、徳岡明、神野紗瑛子、後藤楓

女王輪舞
- ジャック - 生田輝
- メリル - 長谷川かすみ
- アン - 星守紗凪
- ハリエット - 白石まゆみ
- リリィ - 岡田彩花
- エイプリル - 日和ゆず
- バスティア - 植野祐美
- ベリーズ - 本条万里子
- ロッティ - 新田湖子
- アイラ - 内藤穂之香
- アメリア - 千歳ゆう
- ダネル - 天音みほ
- エリザベート - 栗生みな
- サーヴァント - 後藤楓、白鳥杏奈、中村未菜実、MAO（結城まお）

女王演義
- 西太后慈禧（） - 野本ほたる
- 徐福（） - 生田輝
- 東太后慈安（） - 三田麻央
- 麗華（） - 西葉瑞希
- 暁蕾（） - 白石まゆみ
- 黒太后 - 千歳ゆう
- 光緒帝載湉（） - 三村遙佳
- 雅文（） - 涼本奈緒
- 静麗（） - 本条万里子
- 猫猫（） - 日和ゆず
- 玲玲（） - 加藤瞳
- サーヴァント - 杉下希美、高橋春花、橋本愛美、三谷千季

赤の女王（再演）
- エル - 松田彩希
- リリィ - 清水麻璃亜
- ジェシカ - 長月翠
- エリザベート - 三田麻央（降板）→千歳ゆう（代役）
- タピカ - 秋田知里
- セシル - 大滝紗緒里
- アデル - 花澤桃花
- アメリア - 千歳ゆう（エリザベートに配役変更）→草場愛（代役）
- フランツィスカ - 植野祐美、日和ゆず
- ヒルダ - 本条万里子、山﨑悠稀
- ミッシェル - 平原ゆか、天野きき
- ニーナ - 永瀬がーな、柏木椎名
- サーヴァント - 後藤楓、橋本愛美、杉下希美、宝川璃緒

純血の女王（再演）
- カタリーナ - 澄華あまね
- シエナ - 込山榛香
- ロベルタ - 末永みゆ
- エリザベート - 三田麻央
- アメリア - 草場愛
- エミール - 吉橋柚花
- ナターリエ - 信濃宙花
- バーバラ - 遠藤三貴、葉月智子
- ヴァネッサ - 横道侑里、齋れいな
- サンドラ - 中野郁海、山中ゆうこ
- ニキ - 錦織めぐみ、柏木椎名
- マーゴット - 軽辺るか、平原ゆか
- フランツィスカ - 永瀬がーな、日和ゆず
- マリア - 西村美咲、本条万里子
- ガラリン - 藤井彩加、千歳ゆう
- サーヴァント - Micco、橋本愛美、結城まお、七世真理子

女王虐殺
- アン - 星守紗凪
- アンネ - 長月翠
- キティー - 大滝紗緒里
- マルゴット - 白石まゆみ
- エンゲル - 秋田知里
- エイト - 千歳ゆう
- カルテッサ - 髙橋彩香
- ゼプツェン - 花澤桃花
- エルフ - 涼本奈緒
- ティナ - 日和ゆず
- ハンナ - 永瀬がーな
- メリッサ - 山﨑悠稀
- ラビット - 倉沢しえり
- サーヴァント - 後藤楓、橋本愛美、杉下希美、山口輝鈴、結城まお、石田みう

女王幻想花劇
- ジャック - 生田輝
- マルガレータ - 星波
- マルガレータ（青年期） - 惣田紗莉渚
- エリザベート - 三田麻央
- ディアンヌ - 白石まゆみ
- シュラグミューラー - 大滝紗緒里
- マルガレータ（幼少期） - 長月翠
- クレモンス - 馬嘉伶
- ヴァディム - 千歳ゆう
- ヴォン - 遠藤三貴
- アンナ - 植野祐美
- アメリア - 草場愛
- フーデマーケル - 日和ゆず
- ラドゥー - 本条万里子
- サーヴァント - 後藤楓、橋本愛美、杉下希美、山口輝鈴、結城まお、石田みう

星よ女王に堕つ
- アトレイユ - 込山榛香
- エリザベート - 三田麻央
- ヴォワザン - 佐武宇綺
- シャルロット - 白石まゆみ
- フランソワーズ - 千歳ゆう
- ソフィー - 馬嘉伶
- アメリア - 草場愛
- フォンタンジュ - 矢島美音
- マノン - 道枝咲
- ギブール - 本条万里子、林鼓子
- イザベル - 永瀬がーな、奥野香耶
- ルイーズ - 雪村花鈴、日和ゆず
- シャーリー - 小山百代、藤井彩加
- サーヴァント - 後藤楓、橋本愛美、杉下希美、結城まお、石田みう、大貫菜子

楽園の女王（再演）
- メアリー - 沖侑果
- リリィ - 大滝紗緒里
- カーミラ - 西葉瑞希
- イザベラ - 三田麻央
- マリア - 佐武宇綺
- ルイーズ - 中村裕香里
- ベル - 岡田あずみ
- フィオナ - 本条万里子
- エマ - 草場愛
- エスター - 日和ゆず
- グレンダ - 中川梨花
- ゾーイ - 山﨑悠稀
- アン - 星守紗凪
- サーヴァント - 石田みう、杉下希美、藤田こころ、山口輝鈴、結城まお、蘭

月よ女王に嗤え
- アン - 星守紗凪
- アトレイユ - 込山榛香
- アリシア - 佐武宇綺
- ヘカテー - 林鼓子
- シンバル - 中村裕香里
- アルテミシア - 宮崎理奈
- ララ - 千歳ゆう
- ベリーズ - 本条万里子
- カスタネット - 隈本茉莉奈
- エイプリル - 日和ゆず
- エデン - 田中海咲
- クロエ - 久家心
- ボニー - 有沢澪風
- メイベル - 中野あいみ
- エリン - 加藤瞳
- リリィ - 大滝紗緒里
- サーヴァント - 石田みう、稲田有梨、後藤楓、藤田こころ、山口輝鈴、結城まお

女王旋律
- アン - 星守紗凪
- アーデルハイト - 和久井優
- - 大滝紗緒里
- - 佐武宇綺
- - 林田真尋
- - 三田麻央
- - 中村裕香里
- - 千歳ゆう
- - 隈本茉莉奈
- - 草場愛
- - 日和ゆず
- - 黒崎澪
- - 畑美紗起
- - 小山百代
- サーヴァント - 石田みう、心愛、後藤楓、杉下希美、山口輝鈴、結城まお

## 作品と主要登場人物の早見表
| タイトル         | 上演年 | 公開順 | 作品順 | 年代 (時系列順) | 場所           | 主要登場キャラクター                                   |
| ---------------- | ------ | ------ | ------ | --------------- | -------------- | ------------------------------------------------------ |
| 赤の女王         | 2019   | 1      | 1      | 1610            | ハンガリー     | エル、リリィ、エリザベート、アメリア                   |
| 楽園の女王       | 2019   | 2      | 2      | 1630            | オーストラリア | メアリー、リリィ、イザベラ、エマ、アン                 |
| 純血の女王       | 2019   | 3      | 3      | 1675            | オーストリア   | カタリーナ、シエナ、エリザベート、アメリア             |
| 女王輪舞         | 2021   | 4      | 4      | 1888            | イギリス       | ジャック、メリル、リリィ、エリザベート、アメリア、アン |
| 女王演義         | 2021   | 5      | 5      | 1880            | 中国           | 徐福(ジャック)、西太后                                 |
| 赤の女王(再演)   | 2022   | 6      | 1      | 1610            | ハンガリー     | エル、リリィ、エリザベート、アメリア                   |
| 純血の女王(再演) | 2022   | 7      | 3      | 1675            | オーストリア   | カタリーナ、シエナ、エリザベート、アメリア             |
| 女王虐殺         | 2022   | 8      | 6      | 1940            | オランダ       | アン                                                   |
| 女王幻想花劇     | 2023   | 9      | 7      | 1914            | フランス       | ジャック、マルガレータ                                 |
| 星よ女王に堕つ   | 2023   | 10     | 8      | 1680            | フランス       | アトレイユ、エリザベート、アメリア                     |
| 楽園の女王(再演) | 2024   | 11     | 2      | 1630            | オーストラリア | メアリー、リリィ、イザベラ、エマ、アン                 |
| 月よ女王に嗤え   | 2024   | 12     | 9      | 1889            | イギリス       | アン、アトレイユ、リリィ                               |
| 女王旋律         | 2025   | 13     | 10     | -               | ドイツ         | アン                                                   |

年代は推定。
|                | 2019年 赤の女王     | 2019年 楽園の女王       | 2019年 純血の女王     | 2021年 女王輪舞   | 2021年 女王演義 | 2022年 赤の女王 （再演） | 2022年 純血の女王 （再演） | 2022年 女王虐殺   | 2023年 女王幻想花劇 | 2023年 星よ女王に堕つ | 2024年 楽園の女王 （再演） | 2024年 月よ女王に嗤え | 2025年 女王旋律 |
| 年代 場所      | 1610年頃 ハンガリー | 1630年頃 オーストラリア | 1675年頃 オーストリア | 1888年頃 ロンドン | 1880年頃 清     | 1610年頃 ハンガリー      | 1675年頃 オーストリア      | 1940年頃 オランダ | 1914年頃 パリ       | 17世紀後半 フランス   | 1630年頃 オーストラリア    | 19世紀末 ロンドン     | ドイツ          |
| -------------- | ------------------- | ----------------------- | --------------------- | ----------------- | --------------- | ------------------------ | -------------------------- | ----------------- | ------------------- | --------------------- | -------------------------- | --------------------- | --------------- |
| エル           | 出口亜梨沙          | -                       | -                     | -                 | -               | 松田彩希                 | -                          | -                 | -                   | -                     | -                          | -                     |                 |
| リリィ         | 岡田彩花            | 岡田彩花                | -                     | 岡田彩花          | -               | 清水麻璃亜               | -                          | -                 | -                   | -                     | 大滝紗緒里                 | 大滝紗緒里            |                 |
| エリザベート   | 栗生みな            | 栗生みな （イザベラ）   | 栗生みな              | 栗生みな          | -               | 千歳ゆう                 | 三田麻央                   | -                 | 三田麻央            | 三田麻央              | 三田麻央 （イザベラ）      | -                     |                 |
| アメリア       | 千歳ゆう            | 千歳ゆう （エマ）       | 千歳ゆう              | 千歳ゆう          | -               | 草場愛                   | 草場愛                     | -                 | 草場愛              | 草場愛                | 草場愛 （エマ）            | -                     |                 |
| フランツィスカ | 丸瀬こはる          | 丸瀬こはる （カーミラ） | 丸瀬こはる            | -                 | -               | 植野祐美 日和ゆず        | 永瀬がーな 日和ゆず        | -                 | -                   | -                     | 西葉瑞希 （カーミラ）      | -                     |                 |
| メアリー       | -                   | 相笠萌                  | -                     | -                 | -               | -                        | -                          | -                 | -                   | -                     | 沖侑果                     | -                     |                 |
| アン           | -                   | 星守紗凪                | -                     | 星守紗凪          | -               | -                        | -                          | 星守紗凪          | -                   | -                     | 星守紗凪                   | 星守紗凪              | 星守紗凪        |
| マリア         | -                   | 平原ゆか                | 平原ゆか              | -                 | -               | -                        | 西村美咲 本条万里子        | -                 | -                   | -                     | 佐武宇綺                   | -                     |                 |
| カタリーナ     | -                   | -                       | 北澤早紀              | -                 | -               | -                        | 澄華あまね                 | -                 | -                   | -                     | -                          | -                     |                 |
| シエナ         | -                   | -                       | 西村菜那子            | -                 | -               | -                        | 込山榛香                   | -                 | -                   | -                     | -                          | -                     |                 |
| ジャック       | -                   | -                       | -                     | 生田輝            | 生田輝 （徐福） | -                        | -                          | -                 | 生田輝              | -                     | -                          | -                     |                 |
| メリル         | -                   | -                       | -                     | 長谷川かすみ      | -               | -                        | -                          | -                 | -                   | -                     | -                          | -                     |                 |
| エイプリル     | -                   | -                       | -                     | 日和ゆず          | -               | -                        | -                          | -                 | -                   | -                     | -                          | 日和ゆず              |                 |
| ベリーズ       | -                   | -                       | -                     | 本条万里子        | -               | -                        | -                          | -                 | -                   | -                     | -                          | 本条万里子            |                 |
| 西太后慈禧     | -                   | -                       | -                     | -                 | 野本ほたる      | -                        | -                          | -                 | -                   | -                     | -                          | -                     |                 |
| マルガレータ   | -                   | -                       | -                     | -                 | -               | -                        | -                          | -                 | 星波                | -                     | -                          | -                     |                 |
| アトレイユ     | -                   | -                       | -                     | -                 | -               | -                        | -                          | -                 | -                   | 込山榛香              | -                          | 込山榛香              |                 |
| アーデルハイト | -                   | -                       | -                     | -                 | -               | -                        | -                          | -                 | -                   | -                     | -                          | -                     | 和久井優        |
|                | 赤の女王            | 楽園の女王              | 純血の女王            | 女王輪舞          | 女王演義        | 赤の女王 （再演）        | 純血の女王 （再演）        | 女王虐殺          | 女王幻想花劇        | 星よ女王に堕つ        | 楽園の女王 （再演）        | 月よ女王に嗤え        | 女王旋律        |

赤背景は主演、青背景は代役。

## ライブ
- 女王ステ THE LIVE「女王舞踏会 2023」（2023年11月30日- 12月3日、六行会ホール）[29]

構成・演出：吉田武寛
音楽：hoto-D
出演：
〈Ark〉秋田知里、生田輝、齋れいな、植野祐美、込山榛香、涼本奈緒、澄華あまね、星波、惣田紗莉渚、千歳ゆう、永瀬がーな、本条万里子、松田彩希、三田麻央
〈Coffin〉秋田知里、植野祐美、大滝紗緒里、倉沢しえり、込山榛香、小山百代、佐武宇綺（歌唱シーンのみ代役：惣田紗莉渚）、白石まゆみ、涼本奈緒、千歳ゆう、永瀬がーな、花澤桃花、星守紗凪、本条万里子、三田麻央、道枝咲、矢島美音、雪村花鈴
〈サーヴァント〉後藤楓、杉下希美、橋本愛美、結城まお

## 関連イベント
- 女王夜会 vol.2〜「楽園の女王」DVDリリースイベント〜（2019年11月17日、shibuya SANKAKU）[31]

出演：岡田彩花、千歳ゆう、星守紗凪、植野祐美
- 舞台「女王演義」DVDリリース記念トークイベント（2022年1月23日、LIVE STUDIO LODGE）[32]

出演：生田輝、野本ほたる、白石まゆみ
- 舞台「赤の女王」DVDリリース記念トークイベント【女王茶会】（2022年5月1日、GOTANDA G＋）[33]

出演：秋田知里、大滝紗緒里、草場愛、千歳ゆう、植野祐美、日和ゆず、平原ゆか、永瀬がーな、天野きき、後藤楓
- 舞台「赤の女王」DVDリリース記念トークイベント【女王夜会】（2022年5月1日、GOTANDA G＋）[34]

出演：清水麻璃亜、秋田知里、大滝紗緒里、千歳ゆう、植野祐美、日和ゆず、平原ゆか、永瀬がーな、天野きき、山﨑悠稀、後藤楓
- 舞台「純血の女王」アフタートークイベント【１部】（2022年7月16日、東京カルチャーカルチャー）[35]

出演：澄華あまね、三田麻央、千歳ゆう、藤井彩加、齋れいな、山中ゆうこ、遠藤三貴、日和ゆず、西村美咲、中野郁海、平原ゆか、錦織めぐみ、柏木椎名
- 舞台「純血の女王」アフタートークイベント【２部】（2022年7月16日、東京カルチャーカルチャー）[36]

出演：澄華あまね、三田麻央、千歳ゆう、藤井彩加、齋れいな、山中ゆうこ、遠藤三貴、日和ゆず、西村美咲、中野郁海、平原ゆか、錦織めぐみ、柏木椎名
- 舞台「女王虐殺」アフタートークイベント（2023年1月8日、東京カルチャーカルチャー）[37]

出演：長月翠、大滝紗緒里、白石まゆみ、秋田知里、千歳ゆう、花澤桃花、日和ゆず、永瀬がーな、山﨑悠稀、倉沢しえり
- THE STAGE OF THE QUEEN 4th Anniversary Talk Session（2023年2月8日、東京カルチャーカルチャー）[38]

出演：生田輝、星守紗凪、大滝紗緒里、日和ゆず、hoto-D
- 舞台「女王幻想花劇」アフタートークイベント～Talk&Sign Session～5/16（2023年5月16日、東京カルチャーカルチャー）[39]

出演：生田輝、星波、白石まゆみ、馬嘉伶、遠藤三貴、植野祐美、日和ゆず
- 舞台「女王幻想花劇」アフタートークイベント～MusicLive&Sign Session～ 5/17（2023年5月17日、東京カルチャーカルチャー）[40]

出演：星波、惣田紗莉渚、三田麻央、⻑月翠、千歳ゆう、草場愛、本条万里子、hoto-D
- 舞台「赤の女王」上映会（2023年8月28日、東京カルチャーカルチャー）[41]

出演：千歳ゆう、草場愛、永瀬がーな、日和ゆず
- 舞台「純血の女王」上映会（2023年9月1日、東京カルチャーカルチャー）[42]

出演：込山榛香、三田麻央、藤井彩加、日和ゆず
- 「女王幻想花劇」上映会&トークショー（2023年9月20日、東京カルチャーカルチャー）[43]

出演：生田輝、星波
- 「星よ女王に堕つ」アフタートークイベント（2023年12月7日、東京カルチャーカルチャー）[44]

出演：込山榛香、三田麻央、佐武宇綺、千歳ゆう、馬嘉伶、永瀬がーな、雪村花鈴、日和ゆず、藤井彩加、草場愛、矢島美音、道枝咲
- 「楽園の女王」2024プレミアム上映会（2024年8月13日、東京カルチャーカルチャー）[45]

トークショーゲスト：吉田武寛、hoto-D
- 舞台「楽園の女王」アフタートークイベント（2024年8月15日、東京カルチャーカルチャー）[46]

出演：大滝紗緒里、星守紗凪、西葉瑞希、中村裕香里、本条万里子、草場愛、日和ゆず、中川梨花、山﨑悠稀
- -『女王ステ』『王ステ』衣装展2024-（2024年12月26日 - 27日、OPENBASE SHIBUYA）[47]
- 舞台「月よ女王に嗤え」アフタートークイベント（2025年2月13日、東京カルチャーカルチャー）[48]

出演：星守紗凪、込山榛香、大滝紗緒里、MC: 中村裕香里